# 織田哲郎
織田 哲郎（おだ てつろう、1958年〈昭和33年〉3月11日 - ）は、日本のシンガーソングライター、作曲家、音楽プロデューサー。ティーズ・コーポレーション所属。
血液型はA型。東京都出身。高知学芸高等学校を経て、東京都立大学附属高等学校卒業、明治学院大学文学部入学。

## 人物
1990年代のヒット曲の仕掛け人であり、長戸大幸とともにビーイングの創立に関与する。1990年代に同じくヒット曲を量産した小室哲哉と並ぶ作曲家として知られる。作詞も行う。

## 経歴
13歳の時に父親（東京大学卒業 で国鉄職員）の仕事の都合で渡英、中学時代をイギリス・ロンドンで過ごし15歳で帰国。帰国後は両親の出身地である高知県高知市で過ごし、この頃にギターと出会う。幼少時はブリティッシュ・ロックやアメリカンフォークを好んで聴いていた。
高知学芸高等学校在学時には学校内でバンド「ポテトーズ」を結成し音楽活動を行う。後に東京への引越しにともないポテトーズを脱退するが、その際に補充メンバーとして加入したのが後にファイナルファンタジーシリーズで知られることとなる植松伸夫であった。東京都立大学附属高校に転校後は、うじきつよし、北島健二 らと共にバンド活動。
1978年- 「スピニッヂ・パワー」の1stシングル「POPEYE THE SAILORMAN」にコーラスとして参加。
1979年 - 「スピニッヂ・パワー」の2代目ボーカリストに就任、楽曲のほとんどの作曲を手がける。ディスコミュージック路線のバンド「MSマシーン」を結成、シングルを3枚リリースした。このバンドだけ自作曲が無い。長戸秀介（長戸大幸の弟）と、ギタリスト北島健二と共に、プロデュースユニット「WHY」結成。6月にアルバム『WHY』をリリースしデビューした。
1980年 - バンド「織田哲郎 & 9th IMAGE」結成。アルバム『DAY and NIGHT』をリリースしたが、1981年にバンドは解散。その後ソロ活動、事務所を設立。
1983年 - アルバム『VOICES』でCBS・ソニーからソロ・デビュー。
1985年 - 新宿ルイードで行われたエフエム東京主催の彩恵津子公開ライブでは提供した楽曲「リーチ・アウト」にコーラスとして参加した。
1986年 - TUBEの「シーズン・イン・ザ・サン」を楽曲提供したことで作曲家として注目される。
1987年 - TUBEのメンバーや親交のあるミュージシャンからなるスペシャルユニット「渚のオールスターズ」を結成。
1989年 - バンド「TOUGH BANANA」を結成。アルバム『TOUGH BANANA』をリリース。
1990年 - 楽曲提供したB.B.クィーンズの「おどるポンポコリン」がミリオンセラーを記録。これを皮切りにBeing系の数々のヒット曲・ミリオンセラーを量産する。
1991年 - 西城秀樹の22枚目のアルバム『MAD DOG」は、シングル「走れ正直者」を除く全曲のプロデュースを担当。西城がビーイング絡みで行った唯一のオリジナルアルバムである。
1992年 - シングル「いつまでも変わらぬ愛を」が大塚製薬『ポカリスエット』CMソングに起用され、オリコン1位を記録した。
1993年 - ZARDの「負けないで」「揺れる想い」、中山美穂&WANDSの「世界中の誰よりきっと」、DEENの「このまま君だけを奪い去りたい」などミリオンセラーを連発し、オリコン年間チャート作曲家部門にて史上初の年間売上1000万枚超えの新記録を達成、ランキング1位を獲得した。
1995年 - ロカビリーバンドMAGICをプロデュース。同年デビューの相川七瀬を筆頭に幅広いアーティストのプロデュース業に従事。
1998年 - ZARDの「息もできない」の作曲制作を最後にビーイングを離脱。古村敏比古（Sax）、小田原豊（Dr）、美久月千晴（B）と「DON'T LOOK BACK」を結成。シングル5枚、アルバム1枚をリリース。古村とは嘗て「織田哲郎 & 9th IMAGE」で共に活動していた。
2000年 - パリ・コレクションのモデルとして、MASATOMOの春夏ファッションショーに出演。観光旅行で訪れたスペインのマドリードで強盗に背後からいきなり首を絞められ、現金やカード、パスポートなど全部を盗まれた。声帯を潰された上、声帯まわりの軟骨も変形、元の声が出なくなった。帰国後、フジテレビ『笑っていいとも!』の2度目のテレフォンショッキングにて公にするとニュースとなり世間を心配させた。
2003年 - 作曲家としての活動を縮小し、ライブツアー、アルバム制作に集中をする。
2004年 - 相川七瀬の「バイバイ。」がイギリスのポップシンガー・ジェニファー・エリソンに「バイ・バイ・ボーイ」という題でカバーされ、イギリス国内だけで約17万枚のヒットとなった。1996年に作詞・作曲・編曲を手掛けた曲で、イギリスで中学時代にディスコに熱中していた織田は、自身のブログで素直に喜びの意を表明した。
2015年 - ダイアモンド☆ユカイをボーカルに迎え、バンド「ROLL-B DINOSAUR」（ロール・ビー・ダイナソー）を結成。
2022年 - 1983年に作曲した亜蘭知子の「MIDNIGHT PRETENDERS」を、カナダの大物アーティストであるザ・ウィークエンドがサンプリングし、シングルとしてリリースした。この曲「Out of Time」は、同年1月22日付の米・Billboard Hot 100で32位を記録した。これを受けて織田も自身のYoutubeチャンネルで「MIDNIGHT PRETENDERS」をセルフカバーすると共に、国内でも長らくマイナーだった同曲が世界中で親しまれている事を不思議がりながらも、時代を超えて自分の楽曲が支持されている事を嬉しく感じている旨を明かした。

## 別名義での活動
1983年、テレビアニメ『装甲騎兵ボトムズ』のオープニングテーマ「炎のさだめ」とエンディングテーマ「いつもあなたが」をTETSU名義で歌った。この曲は以前から付き合いのあったレコーディングスタッフからの依頼で歌っているのだが、発売元がキングレコードだったため契約の関係で別名でのリリースとなった。その際、「（織田哲郎の名前は出せないため）『外国人名など、アルファベットのネーミングで出してくれ』と依頼したはずだが、実際リリースされると（誰が歌ったか簡単に類推できてしまう）TETSUという名前になっていて驚いた」と語っている。なお、『ボトムズ』本編は2000年代にたまたま付けたCS放送で流れているのを見たのが初見で、それ以前は、中島正雄の作曲を受け取って歌ったことがある。
2009年公開の映画「装甲騎兵ボトムズ ペールゼン・ファイルズ劇場版」の主題歌「炎のさだめ2009」(TETSU名義)、2011年公開の映画「装甲騎兵ボトムズ 孤影再び」の主題歌「いつもあなたが2011」を新たにTETSUで再録音して歌っている。2曲とも編曲は織田自ら手がけ（乾裕樹と連名）、2010年12月22日にマキシシングルとしてランティスから発売された。なお『孤影再び』では劇伴曲も提供している。
2011年3月発売のパチスロ『パチスロ 装甲騎兵ボトムズ』（サミー）に楽曲提供。アニメ主題歌である「炎のさだめ」とその新録音版に加え、パチスロ版オリジナルの新規楽曲として「BORN TO FIGHT」（TETSU）、「60億年目のアダムとイブ」（生沢佑一）、「あなたと眠りたい」（Cinnamon）の計5曲が遊技中のBGMとして使用された。新規楽曲は作詞がNON（全曲）とO.K.O（「あなたと眠りたい」以外）、作曲が織田（全曲）となっている。新規楽曲に関してはCDでの発売はされていないが、music.jpなど一部音楽配信サイトで購入可能。
CM等ノークレジットや別名の曲も数多ある。主なものは「TETSU」名義の活動。「Eddy Blues」という別名での活動歴は、1997年4月発売のV6の「本気がいっぱい」、浅岡雄也のソロデビュー・シングル「Life goes on」の作曲を手がけている。

## メディア出演
テレビ
- 2『オールナイトフジ』、『夜のヒットスタジオ』、『MUSIC STATION』（渚のオールスターズとしての出演を含む）、『笑っていいとも』、『LOVE LOVEあいしてる』などに出演している。
- 1987年頃に『洋楽王国』というTV番組で番組ホスト役としてレギュラー出演したこともある。
- 2000年に『HEY!HEY!HEY! MUSIC CHAMP』で相川七瀬のサポートギタリストとして出演（実質2回目）、『ポップジャム』では、作曲を手がけた「碧いうさぎ」で原曲を歌った酒井法子と熱唱。
- 2003年にインターネットテレビ局、あっ!とおどろく放送局にて「織田哲郎のオダテツ辞典」で冠レギュラーを務める（現在もオンデマンドにて視聴可能）。
- 2006年に、再結成された渚のオールスターズとしてミュージックフェア、うたばんに出演。
- 2007年5月に「Dのゲキジョー 〜運命のジャッジ〜」（関西では京都府近辺以外、未放送）に出演（後述）。同月、織田のソロとして久しぶりにミュージックフェアに出演。
- 2008年3月からインターネットライブコミュニティStickam JAPAN!内のスティッカムライブオーディションにて新たな金の卵を探している。
- 2012年5月「おじゃMAP!!」に出演。東京タワー内の特設ステージでミニライブを行い「いつまでも変わらぬ愛を」を熱唱。織田の出演理由は東京タワーが完成した年と同じ昭和33年生まれから。
- 2012年8月26日に行われたアニメソングのライブイベント『Animelo Summer Live 2012』では、「TETSU」として「炎のさだめ2009」を熱唱。またシークレットゲストとして参加した上杉昇と2人でWANDSの楽曲「世界が終るまでは…」を歌唱。この際の名義は、"織田哲郎&上杉昇"であった。
- 2013年12月「FNS歌謡祭」出演。AKB48、SKE48、相川七瀬、中川翔子、KinKi Kids、鈴木雅之と織田の楽曲や提供楽曲で共演。
- 2018年、ラストアイドル表題曲争奪バトルでユニット「Good Tears」プロデュース。
- 2019年から自身のYouTubeチャンネル「織田哲郎 T's Corporation」にて"オダテツ3分トーキング"と題した過去に手掛けた楽曲を音楽的な面や制作時のエピソードを交えつつ約3分で解説する動画を毎週配信している。
- 2023年1月31日「うたコン」出演。「いつまでも変わらぬ愛を」を歌唱。共演した相川七瀬とは「夢見る少女じゃいられない」でギター演奏[17]。

ラジオ
- クリオコート・ワンモアナイト（エフエム福岡）
- 2005年に「とりあえずテキーラ」でラジオのパーソナリティを務め、アルバム『One Night』収録されている「TONIGHT」、シングル『月ノ涙』のカップリング「End Of Innocence」を披露した。

## エピソード
- 1990年、テレビアニメ「ちびまる子ちゃん」の初代（第1期）オープニングテーマのゆめいっぱいを歌っている関ゆみ子は、いとこであると自身のブログ等[18][19][20] で明かしており、「オーディションで『すごく歌のいい子がいるんだ』というんで、履歴書を見せてもらったら、『この子、俺のいとこなんだけど』。そういうビックリだったんですけどね」[18] とも明かしている。
- また、高知県の酒造・販売業者の司牡丹酒造の代表取締役社長の竹村昭彦ともいとこであると竹村がブログ[21] で明かしている。
- 2000年スペイン滞在中に強盗に襲われ、首を絞められ声帯の骨が歪んでしまう。声帯の専門医に「もう声は元には戻りません」とか「治るということはないので、この声に慣れてください」と宣告された。懸命にリハビリを続けても、シンガーとして人前で歌うレベルに回復しなかったが、歌い方を変えて翌年のファンクラブのイベントで披露した際は感無量で涙が出たという。普段は作曲家としての活動が多い織田であったが、この事件以後、改めて歌うことへの情熱を思い出したという[22]。
- 2007年5月に出演したフジテレビ『Dのゲキジョー 〜運命のジャッジ〜』にゲスト出演した際に様々なエピソードを明かしている。
  1. 番組放送時で筒美京平、小室哲哉に次ぐ、日本の作曲家別シングル売上第3位。
  2. 数多のミュージシャンに楽曲提供しているものの、提供したミュージシャンに会うことは殆ど無く[注釈 3]、曲を渡した後は深くタッチしなかった。それゆえ、完成した曲も一般人と同じタイミングで聴く。
  3. ヒットした曲は苦労して作ったものは少ない。かつてのインタビューで、「楽曲提供は楽しい。ゲーム感覚でやれる」と発言したことがあった。また楽曲を提供する時は特に何も思わないが、ヒットした曲を聞いた後に「もったいなかった」と感じることはあると正直に告白した。
  4. 中学3年でイギリスから帰国後、帰国子女という事で、孤立し自殺まで考えたが、エルトン・ジョンの『僕の歌は君の歌 (曲)』を聞いて救われた。
  5. 長戸大幸には「たいへん世話になった」と袂を分った今も感謝の気持ちを持っている。デビュー当時全く売れずに悩んでいた織田に「好きにやっていいから」と励ましてくれたことで挫けずに頑張れた、と語った。
  6. 4歳年上の兄がいたが、心臓発作により29歳で亡くなっている。中学時代の兄は通信簿がオール5の優等生で、織田にとっては身近にいる憧れの存在だったという。ところが受験戦争の精神的重圧から引きこもりになってしまい病院に通院していた。織田のヒット曲である「いつまでも変わらぬ愛を」は、一般的にラブソングとして有名だが、実は亡くなった兄に向けて作られたものだった。しかし近年は「聴いた人の捉え方次第。ラブソングとして捉えた人はそれでいいし、メッセージソングとして捉えた人はそれでいい」と織田はインタビューで答えている。
  7. 司会のみのもんたが番組内で「番組のために1曲作って欲しい」と発言。織田は「難しい事に立ち向かうのは嫌いじゃない」と快諾。レギュラー出演者のピーター、研ナオコ、高畑淳子がユニットを組み歌うことで進行していたが、番組は9月に打ち切りとなり未発表となった。
  8. 「♪it's so nice… 桃川〜♪」と流れる桃川（青森県の酒造会社）のCMソングは、織田が無名時代に作詞・作曲・歌を手掛けたもの。曲のタイトルは「It's so nice Momokawa」である。1981年から使われているが、以前は織田が歌うバージョンのCMに加え、歌手と曲調が異なる別バージョンのCMも流れていたという。

## ディスコグラフィー

### シングル
| #                                            | 発売日                         | タイトル                        | B面                                                     | 規格                           | 規格品番                       |
| キャニオン・レコード / SEE-SAW               | キャニオン・レコード / SEE-SAW | キャニオン・レコード / SEE-SAW  | キャニオン・レコード / SEE-SAW                          | キャニオン・レコード / SEE-SAW | キャニオン・レコード / SEE-SAW |
| -------------------------------------------- | ------------------------------ | ------------------------------- | ------------------------------------------------------- | ------------------------------ | ------------------------------ |
| 1st                                          | 1981年3月5日                   | 色あせた街                      | Sandy                                                   | EP                             | 7A-0055                        |
| キングレコード / スターチャイルド TETSU 名義 |                                |                                 |                                                         |                                |                                |
| 2nd                                          | 1983年4月21日                  | 炎のさだめ                      | いつもあなたが                                          | EP                             | K06S-3048                      |
| CBS・ソニー                                  |                                |                                 |                                                         |                                |                                |
| 3rd                                          | 1983年5月21日                  | 2001年                          | NIGHT                                                   | EP                             | 07SH-1313                      |
| 4th                                          | 1983年10月21日                 | 時を超えて                      | Last Lullaby For You                                    | EP                             | 07SH-1393                      |
| 5th                                          | 1984年5月21日                  | Lucie My Love                   | THE DAYS                                                | EP                             | 07SH-1506                      |
| 6th                                          | 1985年7月21日                  | STAY -置き去りにされた愛の中で- | Goodnight Memories                                      | EP                             | 07SH-1669                      |
| プロモ                                       | 1986年                         | LIFE                            | Dance Dance                                             | EP                             | XDSH-93121                     |
| 7th                                          | 1987年8月26日                  | 愛を探して                      | Hot Love                                                | EP                             | 07SH-1972                      |
| 8th                                          | 1988年5月21日                  | SEASON                          | FOOL                                                    | EP                             | 07SH-3055                      |
| 8th                                          | 1988年5月21日                  | SEASON                          | FOOL                                                    | 8cmCD                          | 10EH-3055                      |
| 9th                                          | 1989年3月21日                  | IN THE DREAM                    | TWO HEARTS                                              | 8cmCD                          | 10EH-3264                      |
| PLATZ                                        |                                |                                 |                                                         |                                |                                |
| 10th                                         | 1990年4月21日                  | 光と影の中で                    | 陽射しにつつまれて                                      | 8cmCD                          | PLDP-1015                      |
| 11th                                         | 1990年11月21日                 | SMILE for ME                    | Workin' for Money                                       | 8cmCD                          | PLDP-1024                      |
| BMGビクター                                  |                                |                                 |                                                         |                                |                                |
| 12th                                         | 1992年3月25日                  | いつまでも変わらぬ愛を          | Why Did You Go Away                                     | 8cmCD                          | BVDR-90                        |
| 13th                                         | 1992年11月26日                 | 君の瞳にRainbow                 | DON'T YOU WANNA TOUCH ME? (studio live ver.)            | 8cmCD                          | BMDR-147                       |
| BMGビクター / Rhizome                        |                                |                                 |                                                         |                                |                                |
| 14th                                         | 1993年5月12日                  | 朝がくるまで                    | Lonely boys, Lonely girls                               | 8cmCD                          | BMDR-1003                      |
| 15th                                         | 1994年4月23日                  | 君の笑顔を守りたい              | 遠い夏                                                  | 8cmCD                          | BMDR-1014                      |
| avex / ZOOTREC                               |                                |                                 |                                                         |                                |                                |
| 16th                                         | 1998年4月1日                   | 青空                            | Last lullaby for you (Re Release 1983)                  | 8cmCD                          | ZODD-68000                     |
| 17th                                         | 2000年5月10日                  | キズナ                          | WILD HORSE                                              | Maxi                           | ZOCD-67006                     |
| ZOOTREC                                      |                                |                                 |                                                         |                                |                                |
| 18th                                         | 2003年5月21日                  | 真夜中の虹                      | 晩夏 真夜中の虹 (lonely drunkard ver.) 晩夏 (tipsy mix) | Maxi                           | ZOOT-1                         |
| 19th                                         | 2003年10月15日                 | 祈り                            | sunrise sunset そろそろいこか Without You (Live)        | Maxi                           | ZOOT-2                         |
| ユニバーサルJ                                |                                |                                 |                                                         |                                |                                |
| 20th                                         | 2007年11月14日                 | 月ノ涙                          | End Of Innocence 月ノ涙 (Crescente Version)             | Maxi                           | UPCH-5498                      |
| Lantis TETSU 名義                            |                                |                                 |                                                         |                                |                                |
| 21st                                         | 2010年12月22日                 | いつもあなたが 2011             | 炎のさだめ 2009                                         | Maxi                           | K06S-3048                      |
| キングレコード                               |                                |                                 |                                                         |                                |                                |
| 22nd                                         | 2017年7月5日                   | CAFE BROKEN HEART               | 八月の蒼い影 2017                                       | Maxi                           | KICM-1768                      |

#### 配信限定シングル
|         | 発売日       | タイトル                                | 規格品番   |
| ZOOTREC | ZOOTREC      | ZOOTREC                                 | ZOOTREC    |
| ------- | ------------ | --------------------------------------- | ---------- |
| 1st     | 2011年7月6日 | いつまでも変わらぬ愛を (2011バージョン) | ANTCD-1626 |
| 2nd     | 2011年7月6日 | あなたのうた                            | ANTCD-1576 |

#### コラボレーション・シングル
| 発売日                     | タイトル                 | B面                                                            | 規格                  | 規格品番              | 発売元                |
| 近藤房之助 & 織田哲郎      | 近藤房之助 & 織田哲郎    | 近藤房之助 & 織田哲郎                                          | 近藤房之助 & 織田哲郎 | 近藤房之助 & 織田哲郎 | 近藤房之助 & 織田哲郎 |
| -------------------------- | ------------------------ | -------------------------------------------------------------- | --------------------- | --------------------- | --------------------- |
| 1992年1月12日              | BOMBER GIRL              | THE DARK SIDE OF THE CITY                                      | 8cmCD                 | BVDR-78               | BMGビクター           |
| 織田哲郎 & 大黒摩季        |                          |                                                                |                       |                       |                       |
| 1993年11月26日             | 憂鬱は眠らない           | とりあえずDrive My Car                                         | 8cmCD                 | BMDR-1010             | BMGビクター / Rhizome |
| 織田哲郎 & ANRI            |                          |                                                                |                       |                       |                       |
| 2002年12月4日              | CANDLE LIGHT             | CANDLE LIGHT (without ANRI) CANDLE LIGHT (without Tetsuro Oda) | CCCD                  | CTCR-40153            | cutting edge          |
| Skoop On Somebody+織田哲郎 |                          |                                                                |                       |                       |                       |
| 2008年8月27日              | ETERNAL LANDSCAPE        | Stay Tuned ONE NITE DRIVIN' ['08 new mix]                      | Maxi                  | SECL-682              | SME Records           |
| FENCE OF DEFENSE・F.O.D.A. |                          |                                                                |                       |                       |                       |
| 2012年6月20日              | ROCK'N'ROLL IS MY FRIEND |                                                                | 音楽配信              |                       | ZOOTREC               |

### アルバム

#### オリジナル・アルバム
|                       | 発売日         | タイトル                                   | 規格        | 規格品番    |
| CBS・ソニー           | CBS・ソニー    | CBS・ソニー                                | CBS・ソニー | CBS・ソニー |
| --------------------- | -------------- | ------------------------------------------ | ----------- | ----------- |
| 1st                   | 1983年6月22日  | VOICES                                     | LP          | 28AH-1530   |
| 1st                   | 1986年7月21日  | VOICES                                     | CD          | 32DH-472    |
| 2nd                   | 1984年5月21日  | New Morning                                | LP          | 28AH-1723   |
| 2nd                   | 1986年7月21日  | New Morning                                | CD          | 32DH-473    |
| 3rd                   | 1985年8月25日  | NIGHT WAVES                                | LP          | 28AH-1879   |
| 3rd                   | 1986年7月21日  | NIGHT WAVES                                | CD          | 32DH-474    |
| 4th                   | 1986年4月21日  | LIFE                                       | LP          | 28AH-2024   |
| 4th                   | 1986年4月21日  | LIFE                                       | CD          | 32DH-399    |
| 5th                   | 1987年8月26日  | Ships                                      | LP          | 28AH-2219   |
| 5th                   | 1987年8月26日  | Ships                                      | CD          | 32DH-761    |
| 6th                   | 1988年5月21日  | SEASON                                     | LP          | 28AH-5058   |
| 6th                   | 1988年5月21日  | SEASON                                     | CD          | 32DH-5058   |
| 7th                   | 1989年3月21日  | Candle In The Rain                         | CD          | 32DH-5216   |
| PLATZ                 |                |                                            |             |             |
| 8th                   | 1990年4月21日  | いつかすべての閉ざされた扉が開かれる日まで | CD          | PLCP-15     |
| BMGビクター           |                |                                            |             |             |
| 9th                   | 1992年6月24日  | ENDLESS DREAM                              | CD          | BVCR-86     |
| BMGビクター / Rhizome |                |                                            |             |             |
| 10th                  | 1993年12月23日 | T                                          | CD          | BMCR-6008   |
| ユニバーサルJ         |                |                                            |             |             |
| 11th                  | 2007年5月23日  | One Night                                  | CD          | UPCH-1541   |
| キングレコード        |                |                                            |             |             |
| 12th                  | 2013年10月30日 | W FACE                                     | CD          | KICS-1977/8 |

#### ミニ・アルバム
|             | 発売日        | タイトル    | 規格        | 規格品番    |
| CBS・ソニー | CBS・ソニー   | CBS・ソニー | CBS・ソニー | CBS・ソニー |
| ----------- | ------------- | ----------- | ----------- | ----------- |
| 1st         | 1987年2月26日 | WILDLIFE    | LP          | 18AH-2149   |
| 1st         | 1987年2月26日 | WILDLIFE    | CD          | 28DH-631    |

#### セルフカバー・アルバム
|                       | 発売日                | タイトル              | 規格                  | 規格品番              |
| BMGビクター / Rhizome | BMGビクター / Rhizome | BMGビクター / Rhizome | BMGビクター / Rhizome | BMGビクター / Rhizome |
| --------------------- | --------------------- | --------------------- | --------------------- | --------------------- |
| 1st                   | 1993年12月23日        | Songs                 | CD                    | BMCR-6007             |
| ユニバーサルJ         |                       |                       |                       |                       |
| 2nd                   | 2006年9月20日         | MELODIES              | CD                    | UPCH-1517             |

#### ベスト・アルバム
|                              | 発売日         | タイトル                                 | 規格           | 規格品番       |
| B-Gram RECORDS               | B-Gram RECORDS | B-Gram RECORDS                           | B-Gram RECORDS | B-Gram RECORDS |
| ---------------------------- | -------------- | ---------------------------------------- | -------------- | -------------- |
| 1st                          | 2002年9月25日  | complete of 織田哲郎 at the BEING studio | CD             | JBCJ-5003      |
| 2nd                          | 2007年12月12日 | BEST OF BEST 1000 織田哲郎               | CD             | JBCS-1010      |
| Sony Music Direct / GT music |                |                                          |                |                |
| 3rd                          | 2008年9月10日  | GROWING UP 1983-1989                     | CD             | MHCL-1428/30   |

#### その他のアルバム
| 発売日                      | タイトル                                                                             | 規格                | 備考                                                                                                |
| --------------------------- | ------------------------------------------------------------------------------------ | ------------------- | --------------------------------------------------------------------------------------------------- |
| 2012年2月5日                | TVアニメ「武装神姫」オリジナルサウンドトラック                                       | CD                  | 織田が劇伴音楽を担当したTVアニメのオリジナルサウンドトラック                                        |
| 2014年2月21日               | TVアニメ ムシブギョー オリジナル・サウンドトラック 常住音陣                          | CD                  | 織田が劇伴音楽を担当したTVアニメのオリジナルサウンドトラック                                        |
| 2016年12月25日              | 織田哲郎 LIVE TOUR 2016 「気合満点のんべんだらり」 @ Zepp DiverCity Tokyo 2016.11.22 | CD                  | Amazon.co.jp限定販売のライブCD                                                                      |
| 2021年2月24日 2021年3月10日 | 怪病医ラムネ Original Soundtrack vol.1                                               | デジタル音楽配信 CD | 織田が劇伴音楽を担当したTVアニメのオリジナルサウンドトラック 同作品のBlu-ray第1巻の付属CDとしてCD化 |
| 2021年3月17日 2021年5月12日 | 怪病医ラムネ Original Soundtrack vol.2                                               | デジタル音楽配信 CD | 織田が劇伴音楽を担当したTVアニメのオリジナルサウンドトラック 同作品のBlu-ray第3巻の付属CDとしてCD化 |

### 参加楽曲
| 発売日         | 商品名                                                       | 歌                       | 楽曲                                                                            | 備考                                                                                 |
| -------------- | ------------------------------------------------------------ | ------------------------ | ------------------------------------------------------------------------------- | ------------------------------------------------------------------------------------ |
| 1991年9月21日  | ROYAL STRAIGHT SOUL II                                       | 織田哲郎                 | 「二人のシーズン (TIME OF THE SEASON)」                                         | ゾンビーズのカバーを収録                                                             |
| 1997年9月13日  | Guitar Monster Vol.1                                         | 織田哲郎                 | 「G-10」                                                                        | BMF (Being MUSIC FACTORY INC.)プロデュース                                           |
| 2007年11月14日 | Pop meets Jazz                                               | 織田哲郎                 | 「いつまでも変わらぬ愛を」                                                      | 西村麻聡プロデュース 「いつまでも変わらぬ愛を」のJAZZバージョン                      |
| 2008年12月17日 | とくダネ! 朝のヒットスタジオ vol.2                           | 織田哲郎                 | 「いつまでも変わらぬ愛を」                                                      | アコースティック調にアレンジされた未発表バージョンを収録                             |
| 2011年4月1日   | Let's go Japan #1 〜東日本大震災チャリティーライブ           | 織田哲郎                 | 「いつまでも変わらぬ愛を」 「あなたのうた」 「祈り」 「見上げてごらん夜の星を」 | 配信限定アルバム 2011年3月25日に開催された東日本大震災チャリティーライブの音源を収録 |
| 2011年4月22日  | パチスロ 装甲騎兵ボトムズ オリジナルソング                   | TETSU                    | 「BORN TO FIGHT」                                                               | パチスロ『装甲騎兵ボトムズ』イメージソング                                           |
| 2011年6月8日   | RESTART                                                      | RESTART JAPAN with TUBE  | 「RESTART」                                                                     | TUBEの呼びかけによる東日本大震災チャリティシングルに歌唱参加                         |
| 2012年8月13日  | 明日への扉 A Doorway to Tomorrow                             | 織田哲郎                 | 「いつまでも変わらぬ愛を」 「TIME OF THE SEASON」（織田哲郎 & 難波弘之）        | 難波弘之が参加したセルフカバーバージョンを収録                                       |
| 2015年5月6日   | Ti Amo 〜希望への光〜                                        | 尾形和優 with Guitar☆Man | 「Ti Amo 〜希望への光〜」                                                       | 北島健二、土方隆行らとともにGuitar☆Manのメンバーとしてギター演奏で参加               |
| 2017年6月7日   | 今日までそして明日からも、吉田拓郎 tribute to TAKURO YOSHIDA | 織田哲郎                 | 「おきざりにした悲しみは」                                                      | 吉田拓郎のカバーを収録                                                               |

### タイアップ
| 曲名                            | タイアップ                                                           | 収録作品                                    |
| ------------------------------- | -------------------------------------------------------------------- | ------------------------------------------- |
| 炎のさだめ                      | テレビ東京系アニメ『装甲騎兵ボトムズ』オープニングテーマ             | シングル「炎のさだめ」                      |
| いつもあなたが                  | テレビ東京系アニメ『装甲騎兵ボトムズ』エンディングテーマ             | シングル「炎のさだめ」                      |
| STAY -置き去りにされた愛の中で- | 京セラ『ヤシカT』CFイメージ・ソング                                  | シングル「STAY -置き去りにされた愛の中で-」 |
| SEASON                          | TBS系『世界・ふしぎ発見!』テーマ曲                                   | シングル「SEASON」                          |
| SMILE for ME                    | テレビ朝日系『どーする!? TVタックル』テーマ曲                        | シングル「SMILE for ME」                    |
| BOMBER GIRL                     | カルビー『ポテトチップス』CFイメージソング                           | シングル「BOMBER GIRL」                     |
| いつまでも変わらぬ愛を          | 大塚製薬『ポカリスエット』CMソング                                   | シングル「いつまでも変わらぬ愛を」          |
| 君の瞳にRainbow                 | 日本テレビ系『刑事貴族3』エンディングテーマ                          | シングル「君の瞳にRainbow」                 |
| 朝がくるまで                    | テレビ朝日系木曜ドラマ『セールスレディは何を見た』エンディングテーマ | シングル「朝がくるまで」                    |
| 憂鬱は眠らない                  | 読売テレビ・日本テレビ系朝の連続ドラマ『のんの結婚』主題歌           | シングル「憂鬱は眠らない」                  |
| 君の笑顔を守りたい              | 日産 サニー CMソング                                                 | シングル「君の笑顔を守りたい」              |
| 遠い夏                          | オンワード樫山『五大陸』CMソング                                     | シングル「君の笑顔を守りたい」              |
| 青空                            | テレビ東京系『NUMBER12 熱血サッカー宣言』エンディングテーマ          | シングル「青空」                            |
| キズナ                          | TBS系東芝日曜劇場『サラリーマン金太郎2』主題歌                       | シングル「キズナ」                          |
| CANDLE LIGHT                    | 麒麟麦酒『キリンチューハイ 氷結』CMソング                            | シングル「CANDLE LIGHT」                    |
| 月ノ涙                          | 東海テレビ・フジテレビ系ドラマ『愛の迷宮』主題歌                     | シングル「月ノ涙」                          |
| ETERNAL LANDSCAPE               | 三菱『デリカD:5』CMソング                                            | シングル「ETERNAL LANDSCAPE」               |
| いつもあなたが 2011             | 映画『装甲騎兵ボトムズ ペールゼン・ファイルズ 劇場版』主題歌         | シングル「いつもあなたが 2011」             |
| いつもあなたが 2011             | OVA『装甲騎兵ボトムズ 幻影篇』エンディングテーマ                     | シングル「いつもあなたが 2011」             |
| 炎のさだめ 2009                 | OVA『装甲騎兵ボトムズ 幻影篇』オープニングテーマ                     | シングル「いつもあなたが 2011」             |
| あなたのうた                    | 武田薬品『アリナミン』CMソング                                       | 配信限定シングル「あなたのうた」            |
| CAFE BROKEN HEART               | NHKラジオ第1『ラジオ深夜便』「深夜便のうた」2017年7月〜9月のテーマ曲 | シングル「CAFE BROKEN HEART」               |

## 主な提供曲

### あ行
- 相川七瀬
  - 夢見る少女じゃいられない
  - バイバイ。
  - LIKE A HARD RAIN
  - BREAK OUT!
  - 恋心
  - トラブルメイカー
  - Sweet Emotion
  - Bad Girls
  - 彼女と私の事情
  - Nostalgia
  - Lovin' you
  - COSMIC LOVE
  - 世界はこの手の中に
  - Jealousy
  - China Rose
  - 〜dandelion〜
  - Shock of Love
  - tAttoo
- 浅香唯
  - Chance!
- 朝加真由美
  - 夏の旅
- 亜蘭知子
  - 悲しきボードビリアン
  - 秋
- アン・ルイス
  - SAMISHISA'S On My Mind
- 伊禮麻乃
  - Beautiful ENERGY
- Wink
  - 咲き誇れ愛しさよ
- 上戸彩
  - 愛のために。
  - アリガト
  - 風
  - あふれそうな愛、抱いて
  - ウソツキ
- 宇徳敬子
  - あなたの夢の中 そっと忍び込みたい
- AKB48
  - 君のことが好きだから（アンダーガールズ）
  - 走れ!ペンギン（チーム4）
  - 鈴懸の木の道で「君の微笑みを夢に見る」と言ってしまったら僕たちの関係はどう変わってしまうのか、僕なりに何日か考えた上でのやや気恥ずかしい結論のようなもの
- AKB48 Team TP
  - 因為喜歡你 (君のことが好きだから)
  - 奔跑吧！企鵝 (走れ!ペンギン)
- HKT48
  - 君のことが好きやけん
- 大黒摩季
  - チョット
- 太田貴子
  - 天使のミラクル
- 大橋純子
  - 愛は時を越えて
- 大森絹子
  - 傷だらけのwild
  - スウィート・ドリーム
- 荻野目洋子
  - 明日は晴れる!
- 小畑由香里
  - 冬蛍〜フユホタル〜

### か行
- KEY WEST CLUB
  - UNBELIEVABLE
- 北原和歌子
  - エンドレス・シーズン
- KinKi Kids
  - ボクの背中には羽根がある
  - Anniversary
  - 99%LIBERTY
  - snapshot
  - つばさ-little wing-
  - ナミダ 空に輝く
  - ヒマラヤ・ブルー
  - まだ涙にならない悲しみが
- 郷ひろみ
  - Only for you-この永遠がある限り-
- 倖田來未
  - It's too late
- 近藤房之助 & Quncho
  - 夢を継ぐ人
- 近藤真彦
  - Baby Rose

### さ行
- ZARD
  - Good-bye My Loneliness
  - 不思議ね…
  - もう探さない
  - 眠れない夜を抱いて
  - 負けないで
  - 揺れる想い
  - You and me(and…)
  - Oh my love
  - きっと忘れない
  - この愛に泳ぎ疲れても
  - Forever you
  - あなたを感じていたい
  - I'm in love
  - マイ フレンド
  - 心を開いて
  - Today is another day
  - 君に逢いたくなったら…
  - 風が通り抜ける街へ
  - My Baby Grand 〜ぬくもりが欲しくて〜
  - 息もできない
  - 翼を広げて
- 彩恵津子
  - Reach Out
  - Down Town Girl
- 西城秀樹
  - Rock Your Fire
  - 走れ正直者
  - Mad Dog
  - Shinin' Heart
  - 潮騒
- 砂東由香利
  - サイボット ロボッチ
- 酒井法子
  - 碧いうさぎ
- 桜井ゆみ
  - ちょっとだけラブアンドピース
- 桜っ子クラブさくら組
  - なにがなんでも
- ZYYG
  - 君が欲しくてたまらない
  - ぜったいに 誰も
- J-FRIENDS
  - 明日が聴こえる
- 島谷ひとみ
  - 解放区
- 清水宏次朗
  - 今夜だけDarling
  - Down Town Alley
  - Summer of 1985
  - ジグソーパズルのDaydream
  - Love Balladeは歌えない
- 新沢としひこ
  - その夢が僕を強くする
- 陣内孝則
  - 辛口
- 杉浦幸
  - 原宿式
- Skoop On Somebody
  - ETERNAL LANDSCAPE
- 鈴木聖美
  - Sunday Morning
- 関ゆみ子
  - ゆめいっぱい

### た行
- ダイアモンド☆ユカイ
  - DIRTY HERO
- 高橋克典
  - NEVER CRY
  - Diamond Tears
  - TWO OF US
- 高橋みなみ
  - 孤独は傷つかない
- 舘ひろし
  - 濡れた瞳にくちづけを
- 田村英里子
  - 虹色の涙
- 知念里奈
  - Baby Love
- TUBE
  - シーズン・イン・ザ・サン
  - SUMMER DREAM
  - BOYS ON THE BEACH
  - Hot Night
  - ビーチタイム
- チン☆パラ
  - Days
- TWINZER
  - OH SHINY DAYS
- 月島きらり starring 久住小春 (モーニング娘。)
  - 恋☆カナ
  - SUGAO-flavor
  - チャンス!
- 坪倉唯子
  - ジュテーム
- DEEN
  - このまま君だけを奪い去りたい
  - 翼を広げて
  - Memories
  - 瞳そらさないで
  - ひとりじゃない
  - 素顔で笑っていたい
  - TWELVE
  - 思いきり 笑って
  - 広い世界で君と出会った
  - Starting Over
- T-BOLAN
  - サヨナラから始めよう
  - すれ違いの純情
- テレサ・テン（鄧 麗君）
  - あなたと共に生きてゆく
- 20th Century
  - GOAL（"Eddy Blues"名義）
  - Running to the top
- dream
  - destine

### な行
- 長野知夏
  - やさしい言葉はもういらない
- 中村雅俊
  - 想い出と呼ばないで
  - ONE MORE HEART
- 中森明菜
  - Days
- 中山美穂&WANDS
  - 世界中の誰よりきっと
- 永山尚太
  - 太陽ぬ花

### は行
- 深田恭子
  - How?
- HOUND DOG
  - 男と女
- BA-JI
  - 遊びに行こうよ
  - 青い風
- BAJI-R
  - paradise
- 浜田麻里
  - Precious Summer
  - Border
- ビートたけし
  - パントマイムで林檎をむいて
- B.B.クィーンズ
  - おどるポンポコリン
  - ギンギラパラダイス
  - ぼくらの七日間戦争〜Seven Days Dream〜
  - キスの途中
  - ドレミファだいじょーぶ
  - 夢のENDはいつも目覚まし!
- V6
  - 本気がいっぱい（"Eddy Blues"名義）
- FIELD OF VIEW
  - 君がいたから
  - 突然
  - DAN DAN 心魅かれてく
  - Dreams
- Fairies
  - 光の果てに

### ま行
- MAGIC
  - あの夏が聴こえてくる
  - パステルカラーに染めてくれ
- MANISH
  - 声にならないほどに愛しい
  - 君が欲しい全部欲しい
  - 眠らない街に流されて
- Mi-Ke
  - 想い出の九十九里浜
  - ブルーライト ヨコスカ
  - む〜んな気持ちはおセンチ
  - 白い2白いサンゴ礁
  - 悲しきテディ・ボーイ
  - サーフィン・JAPAN
  - 涙のバケーション
- 南野陽子
  - KISSしてロンリネス
- 都はるみ
  - 一番遭いたい人
- 村田有美
  - Mr.ロマンス
- 森脇健児
  - 真夏のFantasy

### や行
- 吉田拓郎
  - Not too late

### ら行
- Risky
  - My Life is... ...
- Ryu Siwon
  - ASIAN BLOW

### わ行
- 渡辺謙
  - 又、朝が来た
- WANDS
  - 愛を語るより口づけをかわそう
  - 世界が終るまでは…

## プロデュースしたミュージシャン
- BLACK CATS
- 清水宏次朗
- 亜蘭知子（長戸大幸と共同プロデュース）
- B.B.クィーンズ（サウンドプロデュース）
- 西城秀樹
- MAGIC
- 相川七瀬
- BAJI-R
- THE TRANSFORMER
- The Kaleidoscope（一部今井裕と共同プロデュース）
- 知念里奈
- 高橋克典
- 小畑由香里
- 上戸彩
- 永山尚太（作曲のみ）
- FUZZY CONTROL
- 岡本知高（作曲のみ）
- Good Tears

## 劇伴担当作品
- 装甲騎兵ボトムズ 孤影再び（OVA、2011年）
- 武装神姫（テレビアニメ、2012年）
- ムシブギョー（テレビアニメ、2013年）
- 怪病医ラムネ（テレビアニメ、2021年）